# 504-й танковый полк
504-й танковый полк — тактическое формирование Сухопутных войск Российской Федерации.

## История
504-й танковый полк создан осенью 2022 года из мобилизованных Омской области и ряда других регионов. Формировался полк на базе Омского автобронетанкового инженерного института. В январе 2023 года полк оказался в зоне боевых действий на территории Донецкой Народной Республики.. 10 сентября 2023 года прошли первые массовые награждения военнослужащих полка: 72 бойца получили Орден Мужества и Медаль «За отвагу», 134 бойцам вручили медали «За боевые отличия» и «За воинскую доблесть» I и II степени.
Воины этого полка записали с передовой видео к Путину и губернатору Буркову, где заявили, что не знают кто их командир и кому их полк подчиняется. Прикомандированный к полку в качестве командира офицер заявил бойцам, что теперь их полк подчиняется «Народной милиции ДНР».